# Вірменська народна музика
Вірменська народна музика — музичний фольклор вірменського народу.
Поряд з іншими атрибутивними компонентами соціокультурного побутування вірменського етносу, самобутня вірменська народна музика становить основу національної самосвідомості й визначає соціокультурну ідентичність вірменського народу.
Є однією з найдавніших, володіючи яскраво висловленою своєрідністю, мелодичним багатством і композиційним благородством, вірменська народна музика мала значний вплив на розвиток всієї світової музичної культури.

## Історія виникнення
Вірменська народна музика бере свій початок у глибокій давнині.
Її історія, що науково простежується, налічує понад три тисячоліття. Процес цей почав зароджуватися вже у XX— XVIII століттях до нашої ери.
На території Вірменського нагір'я (географічному і цивілізаційно-культурному ареалі, в межах якого протікав етногенез вірменської нації) знайдено безліч артефактів, які свідчать про те, що музичне мистецтво тут процвітало вже принаймні з другого тисячоліття до нашої ери.
Подібними артефактами є і знайдені археологами старовинні музичні інструменти, і різні зображення (в тому числі — петрогліфи) музикантів, і стародавні письмові (в основному — клинописні) пам'ятки, що розповідають про ті чи інші події, церемонії і дійства, які супроводжувалися музикою.
Самобутні риси вірменської народної музики формувалися завдяки постійному взаємовпливу балканських і західно-анатолійських музичних традицій з музичними традиціями таких стародавніх культур Близького Сходу, як хеттська, арамейська, ассиро-вавилонська і перська, а також в результаті повної асиміляції з нею передової для свого часу культури держави Урарту.
Серед основних (вокальних, інструментальних, змішаних) жанрів і видів стародавньої вірменської народної музики за характером їх прикладних функцій (культовому і соціальному призначенню) можна виділити обрядові, трудові, весільні, військові, епічні, танцювальні, застільні, лірико-любовні, колискові, побутові, похоронні тощо..
Особливе місце у вірменській народній музиці займають селянські пісні, які охоплюють орні «оровели», а також пісні блукачів («пандухтів»), що належать до жанру «антуни».

## Етапи розвитку вірменської народної музики

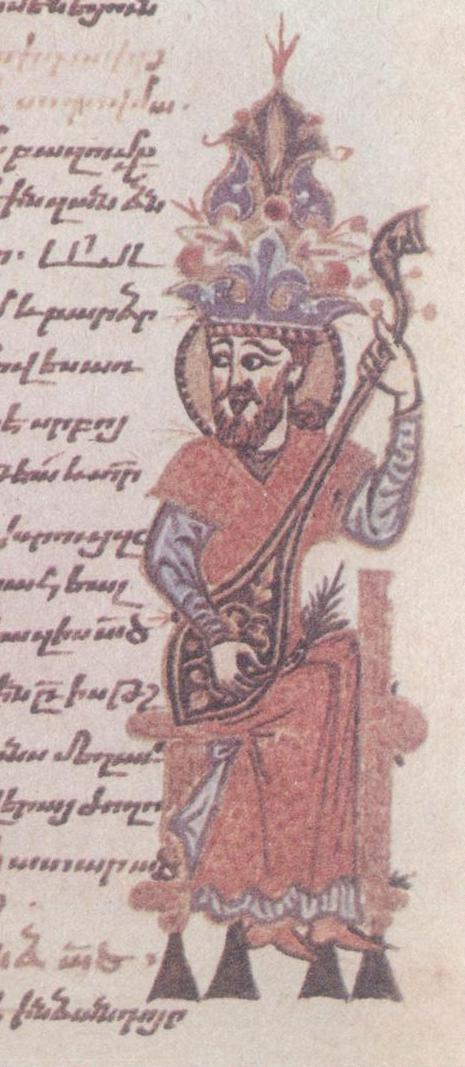
Музикант. Середньовічний рукопис.

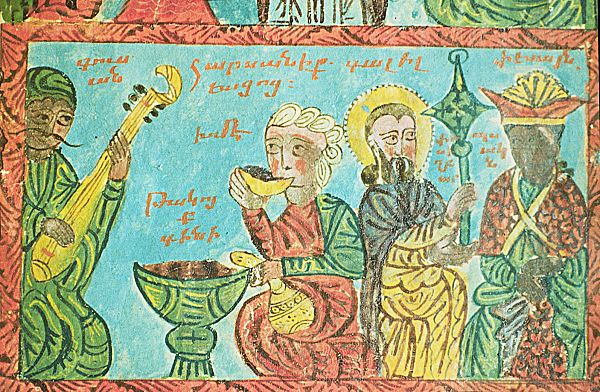
Гусан виконує пісню на весіллі. Мініатюра XVI століття.

З глибини століть до нас доходять відомості про вірменських народних співаків (рапсодів) — гусанів, творчість яких, своєю чергою, сходить до ще більш ранньої музичної традиції віпасанів — народних співаків-оповідачів епічних поем стародавньої Вірменії.
Зокрема, про гусанські пісні повідомляють вірменські автори V століття: Агатангелос, Фавстос Бузанда, Мовсес Хоренаци, Єгіше та інші.
Спочатку «гусанами» називали служителів в храмі бога Гісане, а в епоху еллінізму — учасників фарсових і сатиричних вистав.
Гусани співали пісні, що супроводжувалися грою на музичних інструментах, переважно на бенкетах, весіллях, похоронах. Виконували вони також пісні блукачів-безхатченків («гарібі»), епічні пісні, міфічні оповіді тощо.

## Специфіка вірменської народної музики

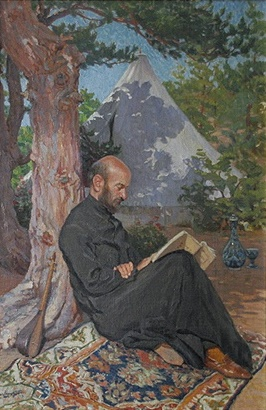
Фанос Терлемезян Фанос Погосович, Портрет Комітаса, 1913 рік.

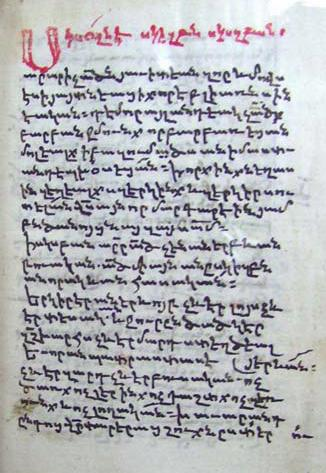
Рукопис вірменського поета-Гуса XV-XVI ст. Ованеса Тлкуранці.

Дослідженням естетичних особливостей вірменської народної та духовної музики з давніх часів так чи інакше займалися багато вірменських істориків, літераторів, філософів, музикознавців та теоретиків музики: Месроп Маштоц, Саак Партев, Іоанн Мандакуні, Степанос Сюнеці (старший), Комітас Ахцеці, Барсегов Тчон, Саак Дзорапореці, Степанос Сюнеці, Давид Анахт, Давид Керакан, Акоп Санахнеці, Григор Нарекаці, Хачатур Таронаці, Нерсес Шноралі, Ованес Імастасер, Ованес Ерзнкаці, Аракел Сюнеці, Акоп Кримець,  Фрік, Ованес Тлкуранці, Мкртич Нагаш, Мінас Тохатеці, Петрос Капанці, Багдасар Дпір, Аракел Сюнеці, Матеос Двугаеці, Григор Хлатеці, Аракел Багішеці, Аветік Пагтасарян, Зенне-Погосов, Хачатур Ерзрумці, Мхітар Себастаци, Григор дпір Гапаскалян (автор 4-х музикознавчих трактатів) та інші.
Велику колекцію зразків вірменської народної та духовної музики зібрали такі відомі вірменські композитори та фольклористи XIX— XX століть, як М. Г. Екмалян, С. А. Мелікян, Г. М. Сюні, Н. Ф. Тигранян, Х. М. Кара-Мурза.
Та найбільша заслуга у справі систематизації, вивчення і глибокого естетичного осмислення вірменського музичного фольклору належить засновнику національної школи наукової фольклористики Комітасу, якому вдалося зібрати, обробити та підготувати до видання понад 2000 народних пісень.
Спочатку вірменська народна музика мала монодійний склад, але збагачений різними елементами поліфонії (протяжними тонами, використанням деяких видів антифонного співу тощо).
Комітас виявив тетрахордну будову основоположного звукоряду вірменської народної музики.
Музикознавчі дослідження Комітаса були продовжені  Х. С. Кушнарьовим, який визначив основний діатонічний звукоряд вірменської музики як об'єднання трьох сплетених між собою серій чистих кварт (міксолідійської, еолійської і локрійської), роз'яснив методи створення хроматичного звукоряду вірменської народної музики та дав детальну характеристику всієї сукупності відносин тонів, що виникають на даній сонорній базі.
Теорія музики у Вірменії завжди була нерозривно пов'язана з музичною естетикою, так що вже з давніх часів мелодійне багатство вірменської народної музики в суто музикознавчому відношенні пояснювалося тим фактом, що вона володіє широкою системою діатонічних ладів (в тому числі —  неоктавних гіполадів з серединним становищем тоніки, з наявністю на різних щаблях побічної опори, із застосуванням різних альтерацій тощо), а також надзвичайно багатою (часто змінної, асиметричною, синкопованою) ритмікою, що використовує всілякі (в тому числі — змішані) метри та розміри.
Всі форми вірменської народної музики, що історично еволюціонували від простих селянських пісень, мелодій віпасанів, гусанів і вардзаків до шараканів, тагів і творчості ашугів, засновані на широкому використанні різних способів інтонаційно-тематичного розвитку, що відрізняється мелодійною ясністю, благородною врівноваженістю і зовнішньою фактурною стриманістю у використанні різних музично-виразних засобів при великій внутрішній експресії її глибинно-композиційної структури.

## Видатні представники вірменської народної музики минулого

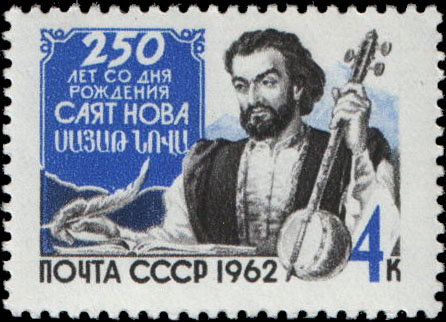
Sayat-Nova (Арутюн Саядян)

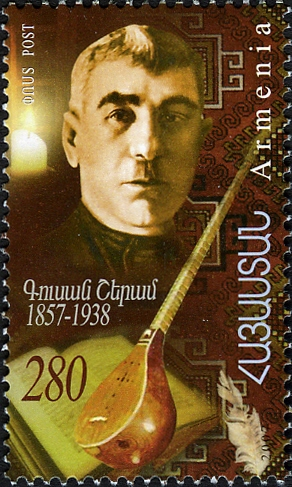
Гусан Шерам на поштовій марці Вірменії.

Відомі поети-гусани XV—XVI століття :
- Григір Хлатеці
- Наапет Кучак —  автор творів відомих як «айрени».

Серед видатних вірменських гусанів XVII-XVIII століття :
- Саят-Нова
- Овнатан Нагаш
- Багдасар Дпір (він же автор тагів)
- Егаз
- Гул Арутін
- Багер син Лазаря та інші

Чудові зразки вірменської народної музики створили гусани й ашуги XIX—XX століть : Авасі, Шерам, Джівані, Ашуг Хайат, Гусан Ашот, Гусан Шаен, Гусан Геворг, Гусан Аваг, Гусан Смбат, Гусан Ерванд, Гусан Овсеп (Нікогосян), Чтіганос, Лункіанос Карнеці, Азбар-Адам, Ширін (Ованес Карапетян), Джамалі (Мкртич Талянц), Пайцаре (Варшам Трдатян) та інші.
До початку XX століття відноситься творчість віртуозного кеманчіста Саші Оганезашвілі (Олександра Аршаковича Оганяна) та інших талановитих музикантів-інструменталістів.

## Вірменська народна музика сьогодні

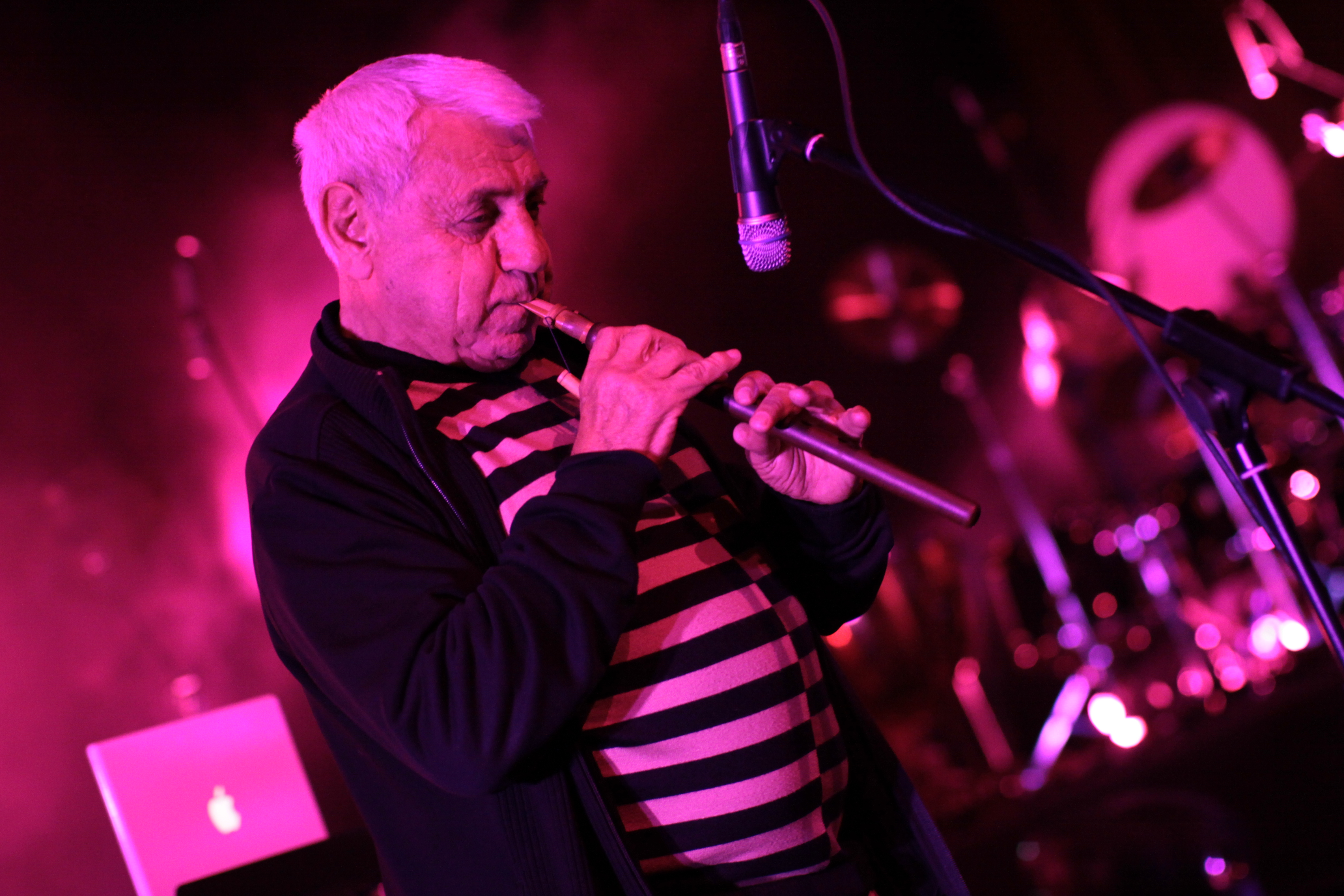
Дживан Гаспарян у 2009 році.

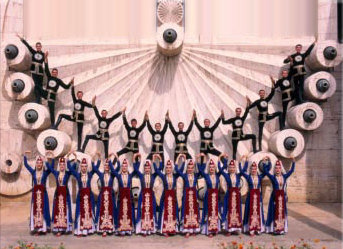
Ансамбль Народного Танцю
Вірменії «Берд».

Сучасна панорама вірменської народної музики багата і різноманітна.
Всесвітню популярність отримав майстер гри на вірменському народному інструменті дудук Дживан Гаспарян, а сама музика вірменського дудука у 2005 році була визнана ЮНЕСКО шедевром усної та нематеріальної культурної спадщини людства.
До числа інших відомих дудукістів можна віднести Маргара Маргаряна, Левона Мадояна, Саро Данієляна, Ваче Овсепяна, Геворга Дабагяна, Єгіше Манукяна та інших.
Серед авторів-гусанів, а також музикантів, що віртуозно грають на кеманче, шві та інших народних музичних інструментах, популярність здобули Арменак Шахмурадян, Вагаршак Саакян та інші.
Розвиваються жанри міської народної пісні та інструментальної музики, які також мають давні традиції. Багато міських пісень, які стали народними, створені на слова відомих вірменських поетів: Г. Алішана, А. Ісаакяна, О. Туманяна, Р. Патканяна, Г. Агаяна, М. Бешигташляна, О. Ованісяна, С. Шахазіз та інших.
Найвідоміші вокалісти — виконавці творів вірменського музичного фольклору: Араксія Гюльзадян, Норайр Мнацаканян, Вагаршак Саакян, Рубен Матевосян, Айрік Мурадян, Раффі Ованесян, Папін Погосян, Офелія Амбарцумян, Вардуі Хачатрян, Валя Самвелян, Рима Сарибекян, Сусанна Сафарян, Манік Григорян, Флора Мартиросян, Аліна Авагян, Сатенік Саргсян, Армен Давтян, Севак Амроян, Нарек Погосян, Олександр Погосян, Едгар Хачатрян та інші.
У 1938 році у Вірменії був організований Державний ансамбль вірменської народної пісні і танцю, якому потім було присвоєно ім'я його засновника Татула Алтуняна. Цей колектив з великим успіхом виступає по всьому світу і сьогодні.
При Інституті мистецтв АН Вірменії вже протягом багатьох десятиліть активно функціонує відділ народної музичної творчості.

## Вплив вірменської народної музики на національну духовну та класичну музику

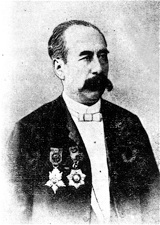
Тигран Чухаджян

Дослідження багатьох відомих музикознавців свідчать, що вірменська духовна музика запозичила інтонаційний лад вірменської селянської пісні.
Перші шаракани відзначені лаконічністю форми і ясністю змісту, їх мелодії, на відміну від традиційних псалмів, де панує речитатив, відрізняються яскраво вираженою народною співучістю.
Безпосередній зв'язок трьох гілок вірменської національної музики (селянської, гусано-ашугської та духовної) з великою переконливістю показав Комітас.
Вірменська християнська музика, поряд з арамейськоїю і греко-каппадокійською, лежить в основі всієї загальнохристиянської музичної культури та становить великий інтерес для вивчення як музична культура країни, що раніше за всіх (у самому початку IV століття) прийняла християнство як державну релігію.
Дослідження вірменських, російських та зарубіжних музикознавців, в першу чергу Комітаса і Х. С. Кушнарьова, дають підставу розглядати розвиток вірменської ранньохристиянської музичної естетики як цілком самостійного та самобутнього явища національної культури.
Багаті традиції народної музики мали великий вплив на розвиток національної класичної музики, що дозволило видатному вірменському композитору Тіграну Чухаджяну стати автором епохального твору («Аршак II», 1868 рік) — першої національної опери в історії музичної культури не тільки вірменського, але й інших народів Сходу.
Т. Г. Чухаджян став також автором перших на Сході національних оперет і симфонічних творів, в яких були органічно синтезовані досягнення передових композиторських шкіл Європи з кращими традиціями вірменської народної та духовної музики.
Яскравим колоритом вірменської народної музики відзначені також симфонічні твори вірменських композиторів наступних поколінь: А. Спендіарова, А. Тер-Гевондяна, К. Закаряна, А. Степаняна, С. Баласаняна, А. Хачатуряна, Т. Тер-Мартиросяна, Г. Єгіазаряна , Л. Сарьяна, А. Арутюняна, А. Бабаджаняна, Е. Мірзояна, Е. Оганесяна, Е. Хагагортян, А. Тертеряна та інших.

## Вірменські народні музичні інструменти

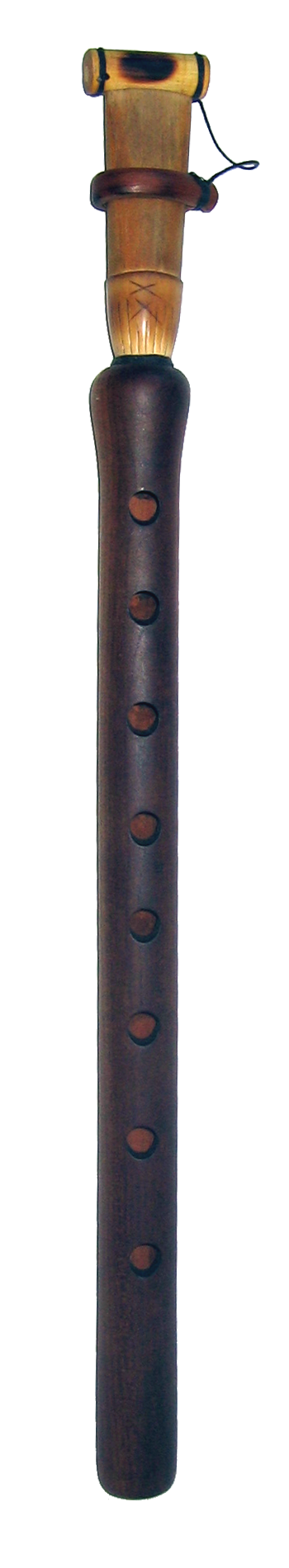
Вірменський дудук з вісьмома ігровими отворами на лицьовій стороні.

Дудук — один із символів Вірменії. Виготовляють вірменський дудук виключно з абрикосового дерева, яке володіє унікальними властивостями та характеристиками резонування.
В інших країнах модифікації дудука виготовляють з різних матеріалів (сливове дерево, горіхове дерево тощо), але, як стверджують фахівці, для такого дудука характерний досить різкий, гугнявий звук, в той час, як вірменський дудук відрізняється м'яким звучанням, що нагадує живий людський голос. 

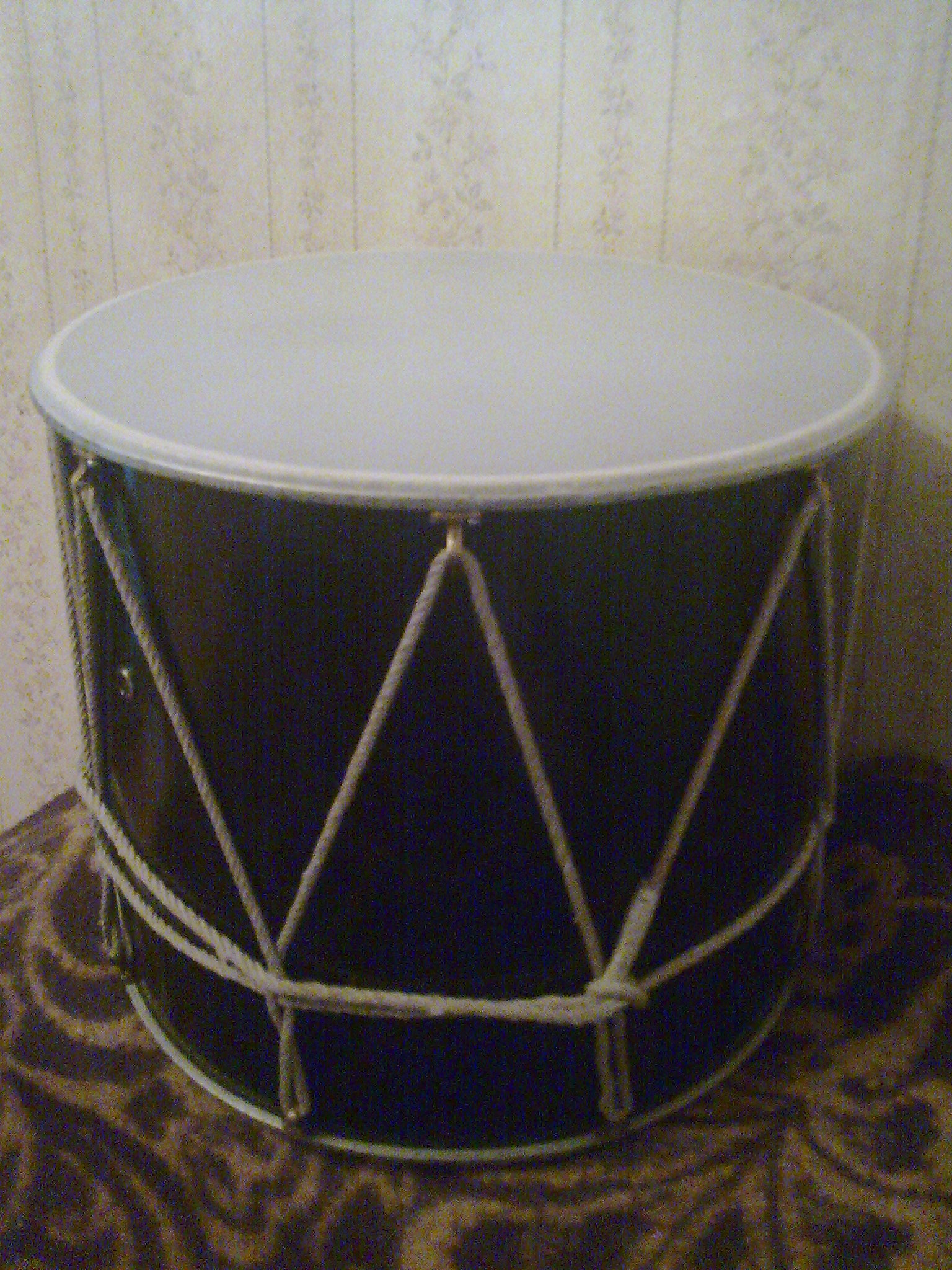
Дхол

Язичок дудука виготовляється з двох шматків очерету, який росте по берегах річки Аракс. На відміну від інших дерев'яних духових музичних інструментів з подвійним язичком, тростина у дудука досить широка, що надає інструменту його неповторного сумного звучання.
У 1920—30-x роках вірменський дудук був удосконалений майстром музичних інструментів B. Г. Буні, який, зберігши в основному початкову конструкцію народного інструменту, створив 3 різновиди дудука різних регістрів. Останній з них, що має найбільш низький (баритональний) регістр звучання, відомий по імені свого конструктора — «буніфон».
Дхол — вірменський ударний музичний інструмент, рід двостороннього барабана, що має форму циліндра, покритого однією або двома мембранами.
Виникнення дхола належить до язичницького періоду історії Вірменії. Цей інструмент застосовувався вірменами під час військових походів, а також використовується в ансамблі із зурнами при музичному супроводі різних танців, урочистих церемоній, святкових маніфестацій тощо.
Для гри на дхолі можуть(мають) бути використані дві палички, зроблені з бамбука або очерету: товста — «копав» та тонка — «тчіпот», але більш популярною є техніка гри пальцями і долонями обох рук.
Бамбір, кемане, кеман — вірменські смичкові народні музичні інструменти.
Бамбір має 4 струни, налаштовується на кварту або квінту, діапазон від ля малої октави до ля другої октави.
На бамбіре грають сидячи, тримаючи інструмент між колінами. Можна одночасно грати на 2-х або 3-х струнах.
Батьківщиною бамбіра є північна частина історичної Вірменії: Джавахеті, Чорноморське узбережжя.
Перші відомості про бамбір сягають IX століття. Під час розкопок однієї зі столиць Вірменії — Двіна, була виявлена плита із зображенням музиканта, який тримав на плечі інструмент, схожий на скрипку, різновидом якої є бамбір.
Смичковий інструмент кеман є родичем понтійської ліри. Кеман відрізняється від бамбіра розміром (55-70 см. в довжину) і кількістю основних струн (від чотирьох до семи). Крім основних струн, як у гадулке, кеман має чотири резонансні, або так звані симпатичні струни, що створюють при грі на інструменті постійне фонове звучання.
Кеман був поширений в Каппадокії, а також в містах і селах Понта: Трабзоні, Атапазаре, Орду, Гіресуні. Вірменське населення Понта використовує кеман частіше за інші видів смичкових інструментів.
У Вірменії на кемані грав відомий ашуг Дживані.
У своїх пізніх версіях (XX століття) кемані має вже кілька реєстрових модифікацій. 

## Галерея

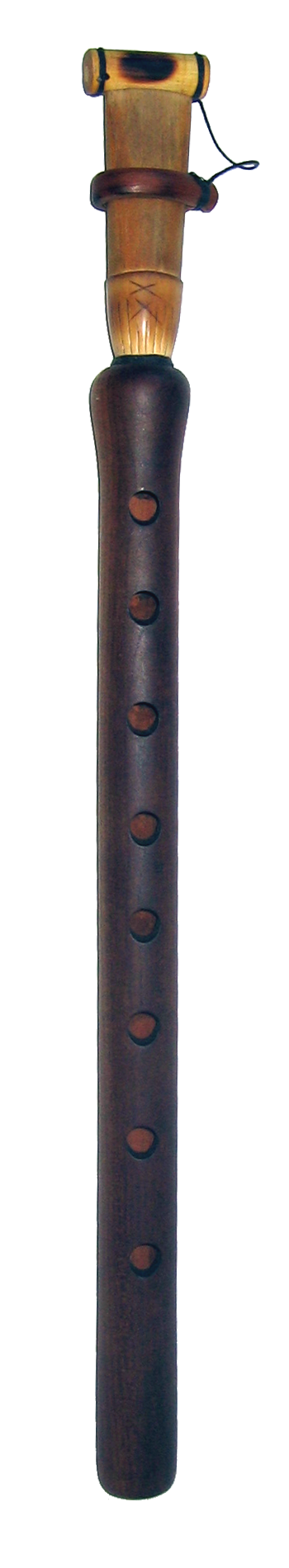
Дудук
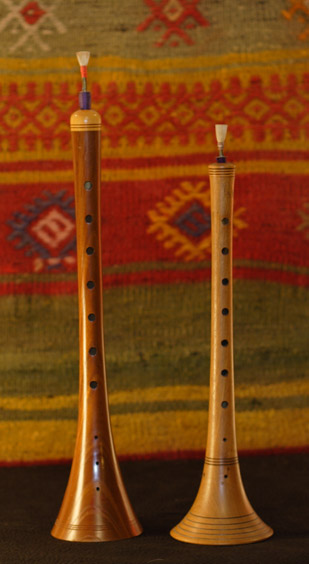
Зурна
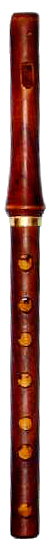
Шві
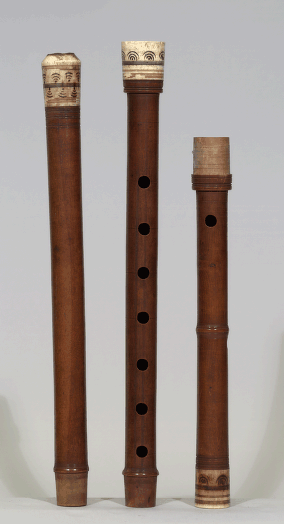
Кав
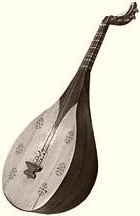
Барбет
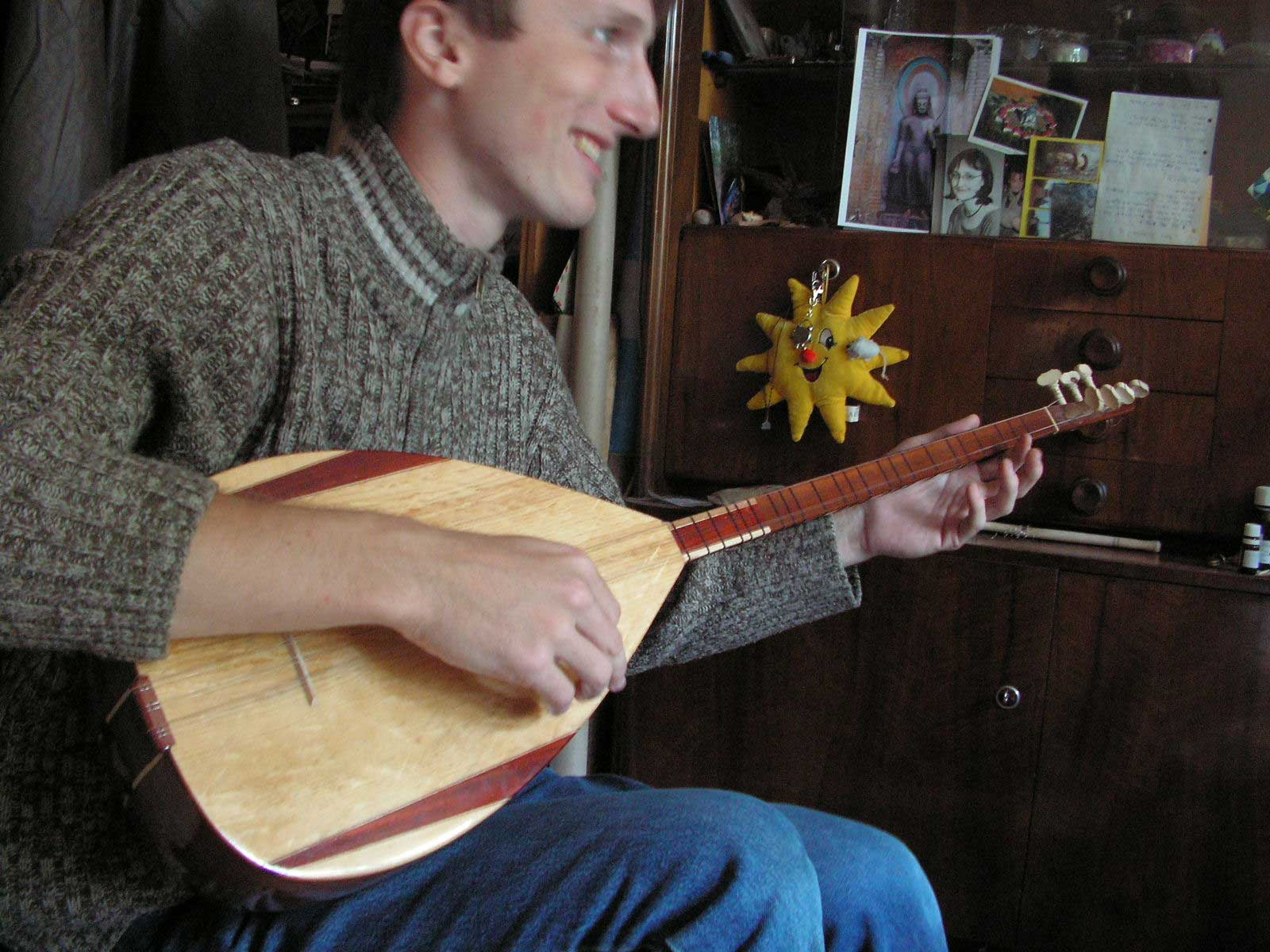
Саз
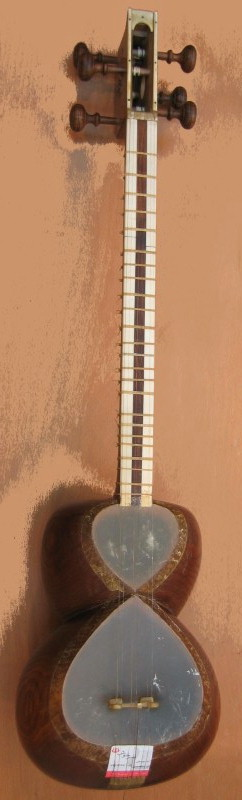
Тар
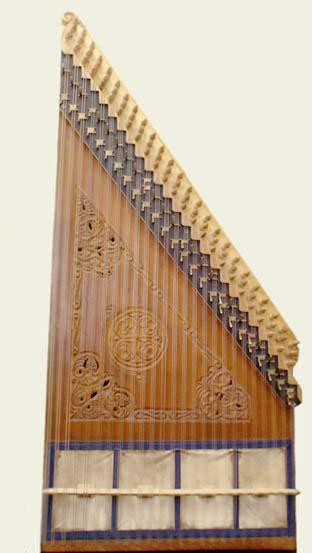
Канун
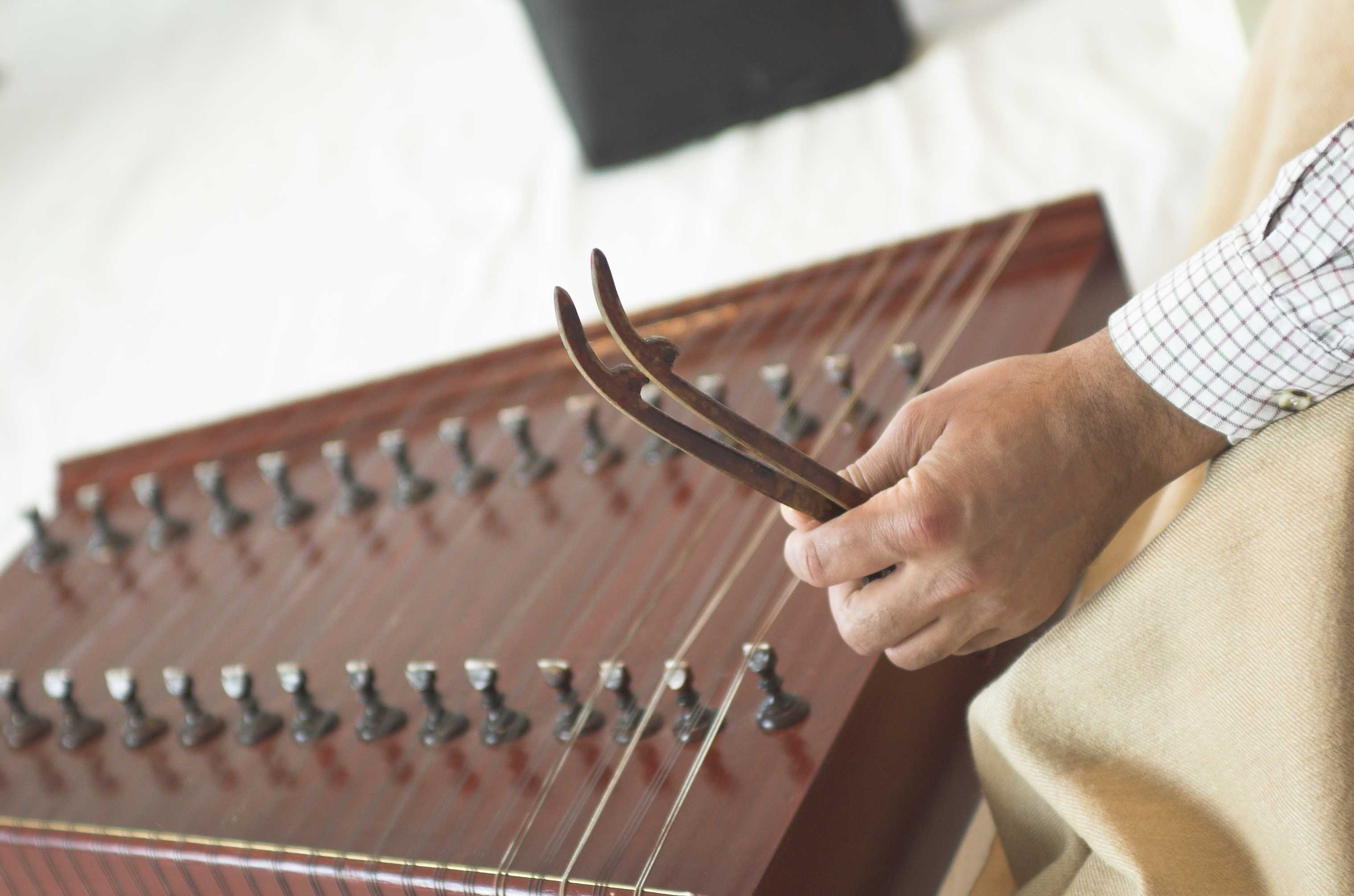
Сантур
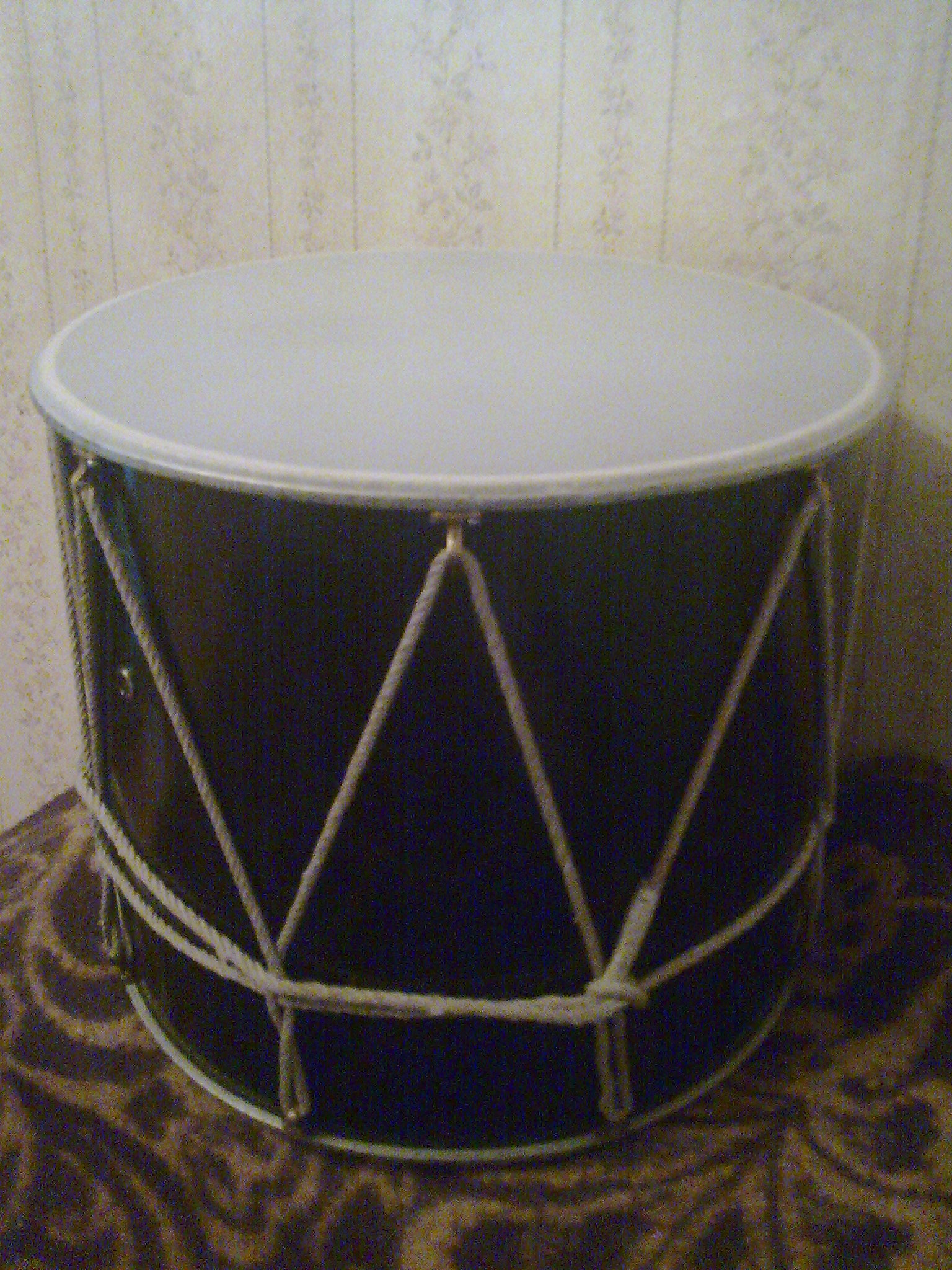
Дхол